# قشلاق چنار
قشلاق چنار یک روستا در ایران است که در دهستان قشلاق جنوبی واقع شده‌است. قشلاق چنار ۲۷ نفر جمعیت دارد.